# Youth (canção de Troye Sivan)
Youth (estilizado como "YOUTH") é uma música do cantor e compositor australiano Troye Sivan do seu álbum de estreia Blue Neighbourhood (2015). Foi escrito por Sivan, Bram Inscore, Brett McLaughlin, Alex Hope e Allie X, e produzido por Bram Inscore, SLUMS e Alex JL Hiew. A música estreou em 12 de novembro de 2015 no Shazam Top 20 às 19:00 AEST e foi lançada oficialmente em 13 de novembro de 2015 como o segundo single do álbum.
"Youth" ganhou o primeiro prêmio da Associação de Indústria de Gravação Australiana (ARIA)  em 2016, como Melhor Vídeo e Música do Ano. A Billboard classificou "Youth" no número 11 da lista "100 melhores músicas pop de 2016".

## Antecedentes
Sivan disse que "Youth" é uma música sobre a alegria da ingenuidade e a perda. Trata-se de largar tudo, fugir, cometer erros e amar demais, pois está tudo bem.

## Vídeo musical
Um vídeo da letra foi lançado em 23 de novembro de 2015. O vídeo foi dirigido e produzido pela Scheme Engine e filmado em Los Angeles e Seattle. Sivan filmou um videoclipe para "Youth" no início de fevereiro de 2016. Mais tarde naquele mês, o videoclipe, dirigido por Malia James, estreou em seu canal Vevo no YouTube. As atrizes Amandla Stenberg e Lia Marie Johnson aparecem no vídeo.

## Desempenho nas tabelas musicais
| Listas (2015-2016)                   | Melhor Posição |
| ------------------------------------ | -------------- |
| Alemanha (Media Control Charts)      | 22             |
| Austrália (ARIA)                     | 17             |
| Áustria (Ö3 Austria Top 40)          | 73             |
| Bélgica (Ultratop 50) Flanders       | 32             |
| Bélgica (Ultratop) Wallonia          | 28             |
| Canadá (Canadian Hot 100)            | 47             |
| Canadá CHR/Top 40 (Billboard)        | 38             |
| Coreia do Sul (Gaon)                 | 54             |
| Eslováquia (Radio Top 100)           | 70             |
| Eslováquia (Singles Digital Top 100) | 27             |
| Estados Unidos (Billboard Hot 100)   | 23             |
| Estados Unidos (Dance Club Songs)    | 1              |
| Estados Unidos (Mainstream Top 40)   | 18             |
| Hungria (Stream Top 40)              | 30             |
| Irlanda (IRMA)                       | 62             |
| Itália (FIMI)                        | 72             |
| Letônia (Latvijas Top 40)            | 11             |
| Nova Zelândia Hot Singles (RMNZ)     | 23             |
| Países Baixos (Single Top 100)       | 78             |
| Portugal (AFP)                       | 40             |
| Reino Unido (UK Singles Chart)       | 96             |
| Chéquia (Rádio Top 100)              | 46             |
| Chéquia (Singles Digital Top 100)    | 24             |
| Suécia (Sverigetopplistan)           | 74             |
| Suíça (Schweizer Hitparade)          | 56             |

## Certificações
| País                           | Certificações |
| ------------------------------ | ------------- |
| Alemanha (BVMI)                | Ouro          |
| Austrália (ARIA)               | 3× Platina    |
| Dinamarca (IFPI Dinamarca)     | Ouro          |
| Irlanda (IRMA)                 | 3× Platina    |
| Nova Zelândia (RMNZ)           | Platina       |
| Suécia (Sverigetopplistan)     | Ouro          |
| Reino Unido (UK Singles Chart) | Platina       |
| Estados Unidos (RIAA)          | 3× Platina    |

## Histórico de lançamentos
| País           | Lançamento             | Formato               | Gravadora                 |
| -------------- | ---------------------- | --------------------- | ------------------------- |
| Vários         | 13 de novembro de 2015 | Download digital      | Universal Music Australia |
| Itália         | 11 de dezembro de 2015 | Mainstream radio      | Universal                 |
| Estados Unidos | 19 de janeiro de 2016  | Mainstream radio      | Capitol                   |
| Estados Unidos | 4 de abril de 2016     | Quente / Moderno / AC | Capitol                   |